# Comba di Valcornera
La Comba di Valcornera o Valcournera (Combe de Valcournière in francese) è una valle laterale dell'alta Valpelline.

## Toponimo
Il toponimo deriva da comba o combe, termine di origine arpitana assai diffuso in Valle d'Aosta e nel Vallese ed indicante una piccola valle, unito a Valcornera (o Valcournière), il nome dell'alpeggio situato alla sua imboccatura.

## Descrizione
La Comba si stacca sul lato sinistro orografico dalla Valpelline all'altezza del rifugio Prarayer, per aprirsi dopo circa 2 km in un piccolo pianoro, ove sorge l'alpe Chardonney (2364m). Sulla destra orografica si apre il colle di Valcornera, mentre sulla sinistra si apre la comba culminante nel colle di Chavacour; il pianoro è dominato dalle moli della Punta di Fontanella e del Dôme de Cian (o de Tsan).